# Alejandro Rodríguez de Miguel
Alejandro Rodríguez de Miguel (ur. 30 lipca 1991 w Terrassie) – hiszpański piłkarz występujący na pozycji napastnika we włoskim klubie Salernitana, do którego jest wypożyczony z Chievo. W swojej karierze grał także w takich zespołach jak Pavia oraz UC Sampdoria.

## Statystyki kariery
(aktualne na dzień 13 lipca 2016)
| Klub                | Sezon              | Liga               | Liga  | Liga   | Puchar kraju | Puchar kraju | Europa | Europa | Suma  | Suma   |
| Klub                | Sezon              | Liga               | Mecze | Bramki | Mecze        | Bramki       | Mecze  | Bramki | Mecze | Bramki |
| ------------------- | ------------------ | ------------------ | ----- | ------ | ------------ | ------------ | ------ | ------ | ----- | ------ |
| Cesena              | 2010/11            | Serie A            | 1     | 0      | 0            | 0            | –      | –      | 1     | 0      |
| Pavia (wyp.)        | 2011/12            | Serie C            | 18    | 3      | 0            | 0            | –      | –      | 18    | 3      |
| Cesena              | 2012/13            | Serie B            | 11    | 4      | 1            | 0            | –      | –      | 12    | 4      |
| Cesena              | 2013/14            | Serie B            | 22    | 8      | 2            | 0            | –      | –      | 24    | 8      |
| Cesena              | 2014/15            | Serie A            | 25    | 5      | 0            | 0            | –      | –      | 25    | 5      |
| Cesena              | 2015/16            | Serie B            | 0     | 0      | 1            | 0            | –      | –      | 1     | 0      |
| UC Sampdoria (wyp.) | 2015/16            | Serie A            | 6     | 0      | 0            | 0            | –      | –      | 6     | 0      |
| Ogólnie w karierze  | Ogólnie w karierze | Ogólnie w karierze | 83    | 20     | 4            | 0            | 0      | 0      | 87    | 0      |